# Gare de Moha
La gare de Moha est une ancienne gare ferroviaire belge de la ligne 127, de Landen à Statte, située à Moha, section de la commune de Wanze, dans la Province de Liège en Région wallonne.

## Situation ferroviaire
La gare de Moha était située au point kilométrique (pk) 28,50 de la ligne 127, de Landen à Statte entre le raccordement des carrières de Moha et la gare de Statte.

## Histoire
La ligne de Landen à Statte, construite par la Société anonyme du chemin de fer Hesbaye-Condroz, est inaugurée par les Chemins de fer de l'État belge le 22 novembre 1875. La station de Moha est établie sur une berge de la rivière Mehaigne dans le centre du bourg.
En 1898 la salle d'attente de la gare est agrandie et un magasin (entrepôt) est construit pour les marchandises.
La ligne ferme aux voyageurs en 1963 et le trafic des marchandises se réduit. Après 1982, la carrière (groupe Carmeuse) devient le dernier raccordé et le reste de la ligne est démantelé. À partir des années 2000, la pierre à chaux n'est plus expédiée par train mais par camion. Infrabel fait démonter les rails des passages à niveau.
La proximité du château médiéval de Moha et la beauté des paysages en direction de Wanze (une grande boucle à flanc de coteau bordée par le golf et la rivière Mehaigne) poussent des associations locales à créer un vélo-rail[Quand ?] sur cette section de voie non déferrée. Les draisines de Moha circulent en été, lors de festivités et d'évènements caritatifs,. Le site de l'ancienne gare, dévolu de tout bâtiment ferroviaire, sert de point de départ.

## Patrimoine ferroviaire
Le bâtiment des recettes démoli en 1976 correspondait au type standard de la compagnie Hesbaye-Condroz avec un haut corps de logis de largeur importante mais de faible longueur (une seule travée) sous un toit en bâtière transversale, ainsi qu'une aile longitudinale de sept travées (sans doute cinq initialement). Ses façades étaient en pierre locale. Il ne reste qu'une seule voie, terminus du vélo-rail, et la cour à marchandises pavée et bordée de barrières en béton type "SNCB".
À la sortie du complexe des carrières de Moha se trouve le tunnel de Moha, un tunnel de 114 mètres qui a la particularité d'être taillé à même la roche. Situé sur des terrains clôturés, il est fermé au public.

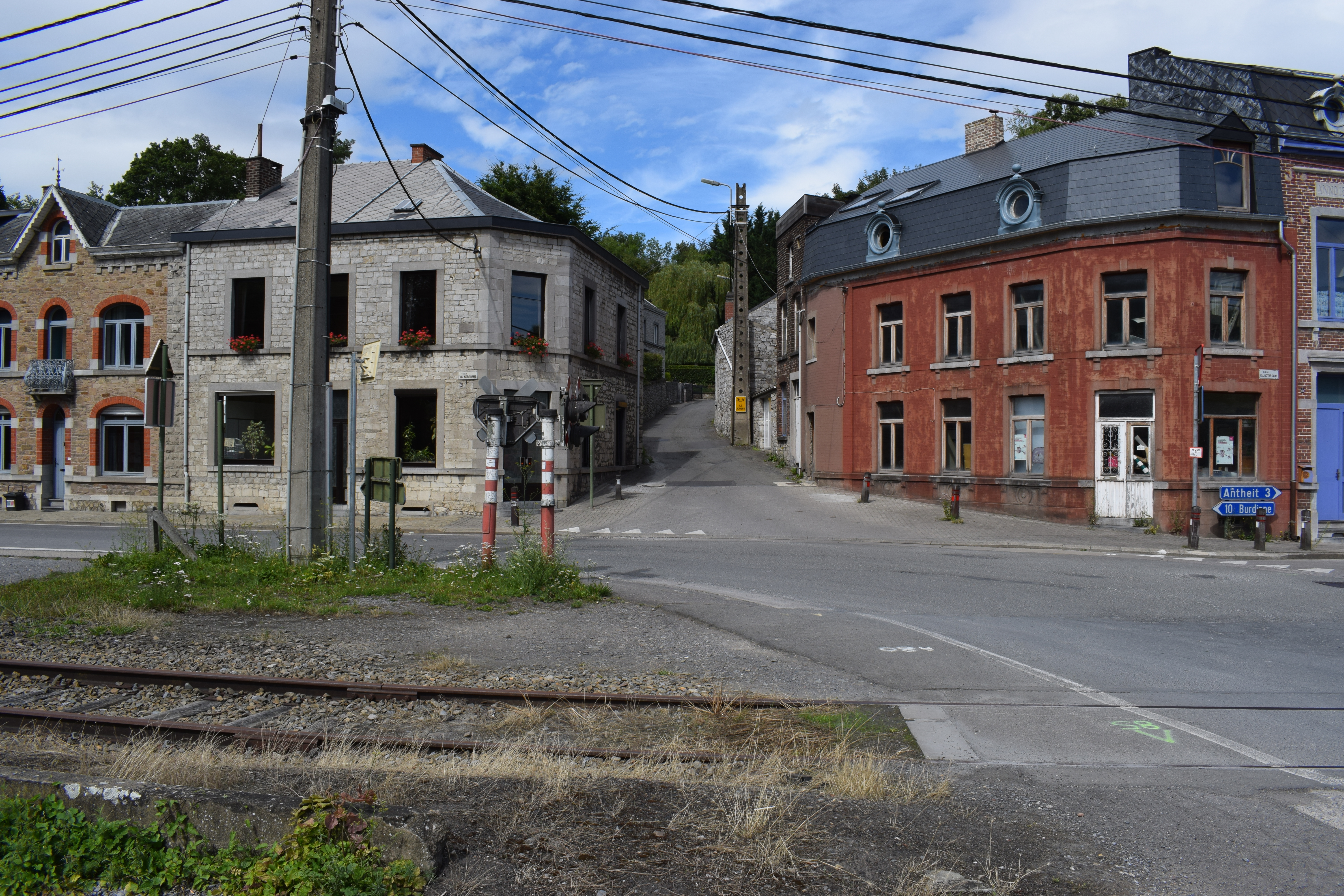
Ancien passage à niveau, déferré depuis.
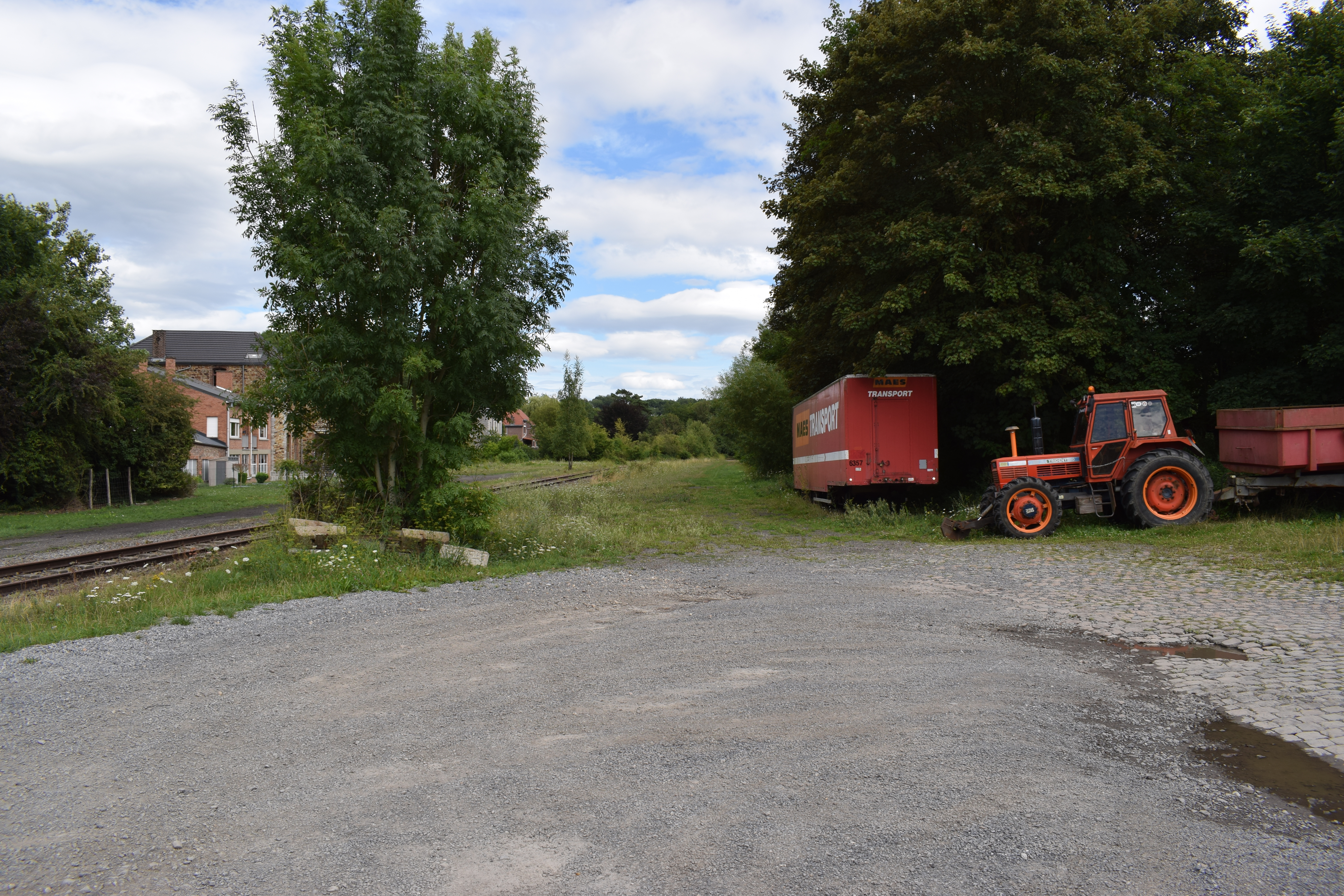
Cour à marchandises.

Tunnel
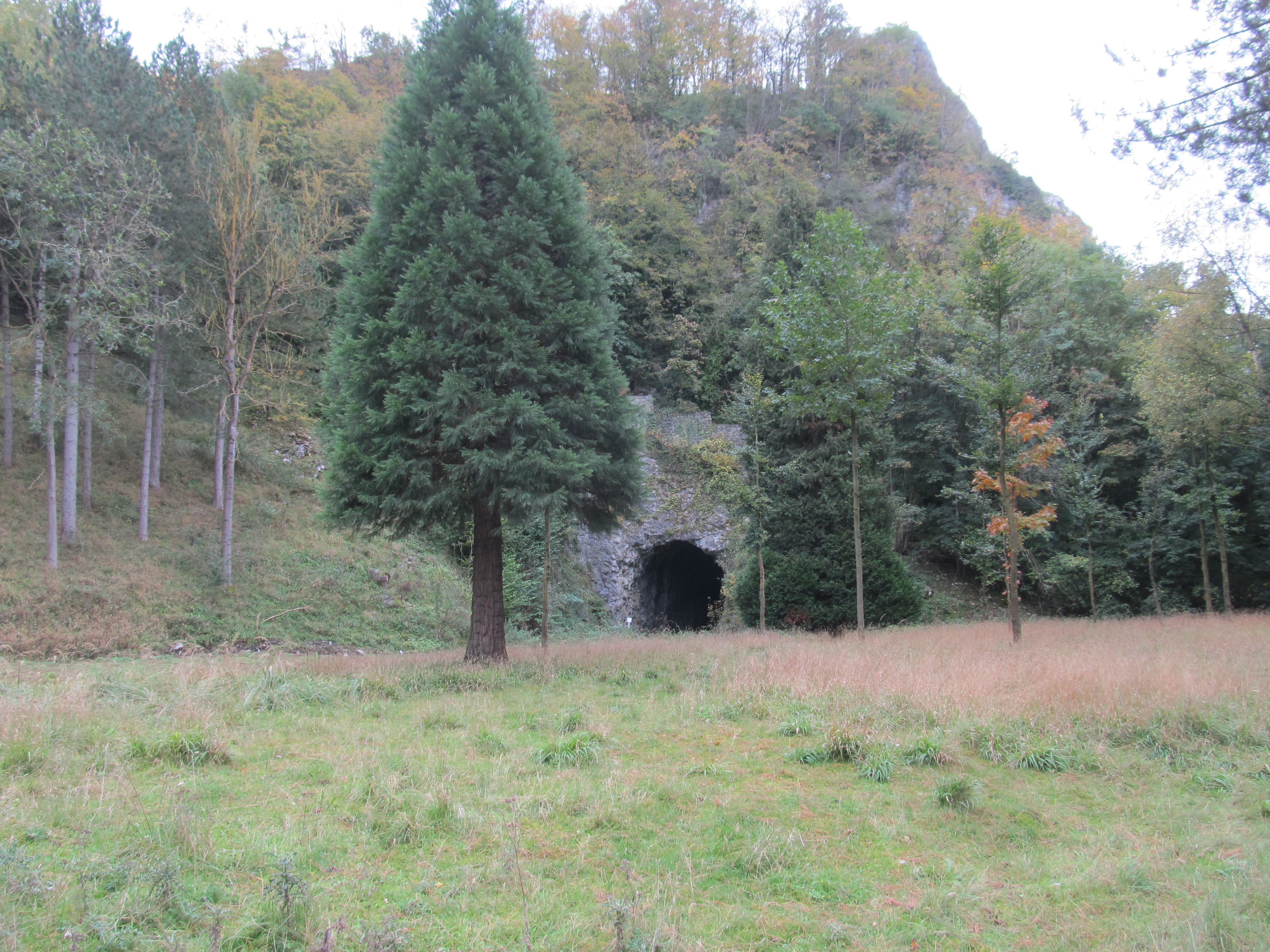
Tunnel de Moha.
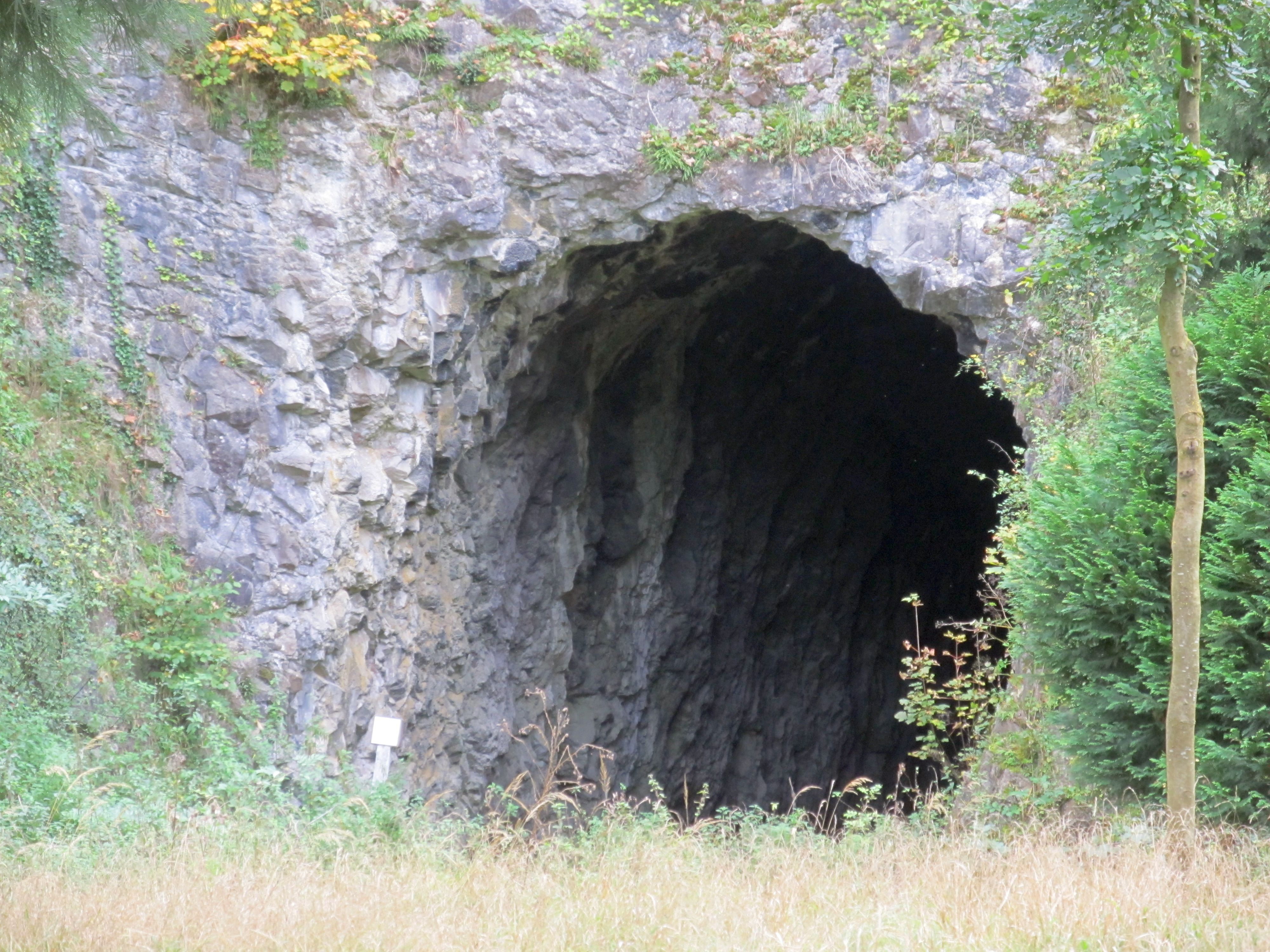
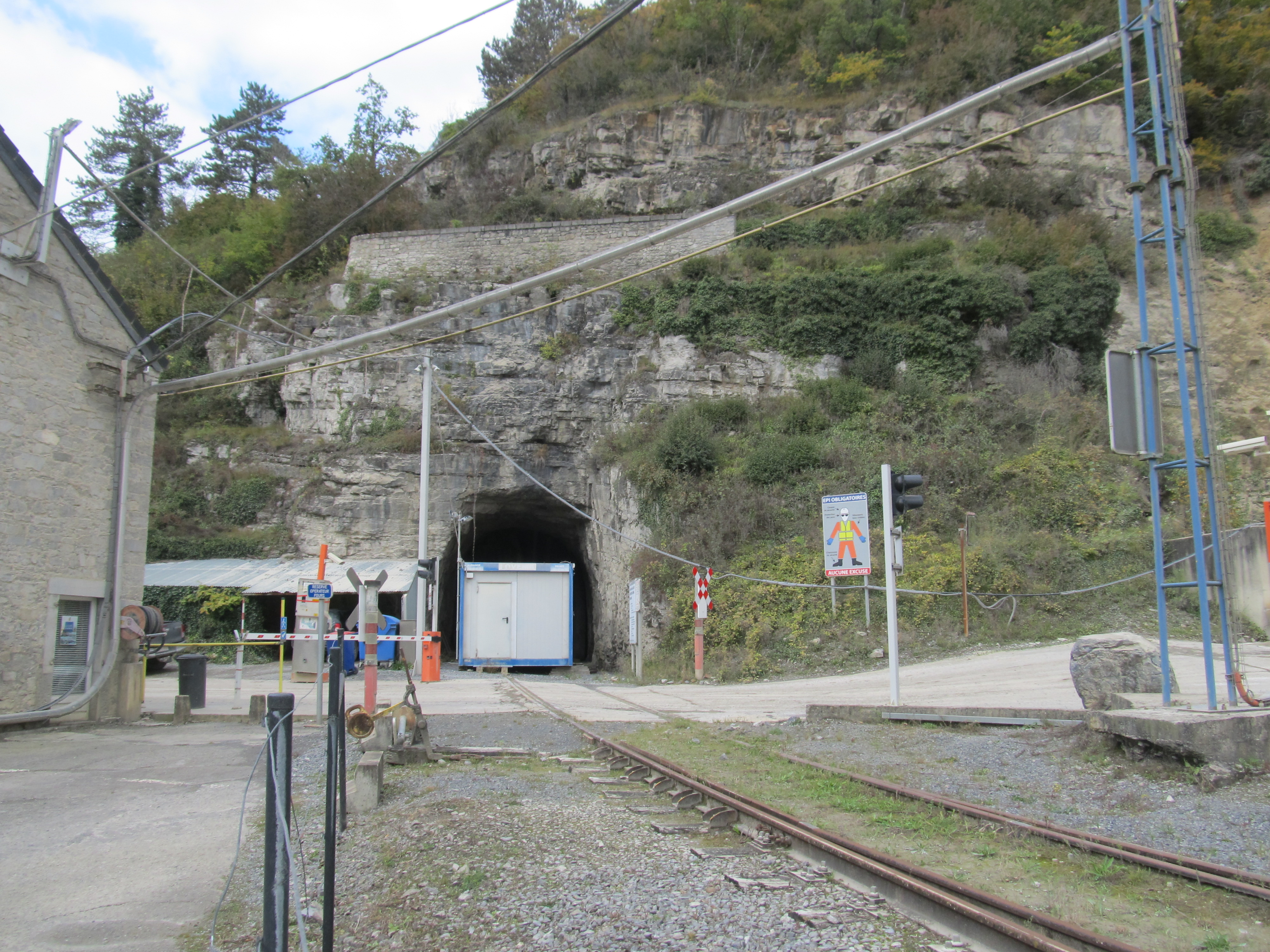
Côté carrière.